# Get on the Bus
Cet article concerne le film de Spike Lee. Pour la chanson de Destiny's Child featuring Timbaland, voir Get on the Bus.
Pour plus de détails, voir Fiche technique et Distribution.
Get on the Bus est un film américain réalisé par Spike Lee, sorti en 1996.
Il raconte le voyage de plusieurs Afro-Américains de Los Angeles à Washington, D.C, pour participer à la Million Man March. Le film sort aux États-Unis le 16 octobre 1996, soit un an jour pour jour après ladite marche. L'année suivante, il est présenté en compétition officielle à la Berlinale.

## Synopsis
En octobre 1995, quinze Afro-Américains prennent le car à Los Angeles pour se rendre à la Million Man March organisée à Washington, D.C par la communauté afro-américaine, en particulier par Louis Farrakhan, le leader de l'organisation Nation of Islam, « organisation suprémaciste, noire et islamiste ». Tous sont d'horizons différents. Il y a notamment Evan Thomas Sr., un père et son fils délinquant Junior (ensemble pour 48 heures sur décision d’un juge), Gary (un policier métis), Jamal (un ancien membre de gang converti à l'Islam), Flip (un acteur machiste et narcissique) ou encore Kyle et Randall (un couple homosexuel en crise). Il y a aussi George (l’organisateur du voyage) ou encore le vieux Jeremiah, fin connaisseur de l'histoire des Afro-Américains, qui va jouer les modérateurs quand les tensions et les incidents se produisent. Au cours de ce voyage, chacun va apprendre à mieux se connaître et à comprendre pourquoi il a entrepris ce voyage.

## Fiche technique
- Titre original et français : Get on the Bus
- Réalisation : Spike Lee
- Scénario : Reggie Rock Bythewood
- Musique : Terence Blanchard
- Photographie : Elliot Davis
- Montage : Leander T. Sales
- Décors : Ina Mayhew
- Costumes : Sandra Hernandez
- Production : Bill Borden, Spike Lee, Reuben Cannon et Barry Rosenbush
- Sociétés de production : Columbia Pictures, 40 Acres & A Mule Filmworks et 15 Black Men
- Distribution : Columbia Pictures (États-Unis), Sony Pictures Entertainment (Monde)
- Pays de production :  États-Unis
- Format : Couleurs - 16 mm et 35 mm / son : SDDS - Dolby Digital
- Budget : 2 400 000 $[3]
- Genre : drame, road movie
- Durée : 120 minutes
- Dates de sortie[4] : 
  - États-Unis : 16 octobre 1996
  - Allemagne : 26 février 1997 (Berlinale)
  - France : 26 février 1997

## Distribution
- Richard Belzer (VF : Joseph Falcucci) : Rick
- De'Aundre Bonds (en) (VF : Gunther Germain) : Evan Jr. alias « Smooth »
- Andre Braugher (VF : Bruno Dubernat) : Flip
- Thomas Jefferson Byrd (en) (VF : Jean-Louis Faure) : Evan Thomas Sr.
- Gabriel Casseus (VF : Maurice Decoster) : Jamal
- Albert Hall : Craig
- Hill Harper (VF : Thierry Desroses) : Xavier
- Harry Lennix (VF : Jean-François Aupied) : Randall
- Bernie Mac (VF : Jean-Jacques Nervest) : Jay
- Wendell Pierce (VF : Marc Alfos) : Wendell
- Roger Guenveur Smith (VF : Patrick Borg) : Gary
- Isaiah Washington (VF : Lionel Henry) : Kyle
- Steve White (en) (VF : Bernard Métraux) : Mike
- Ossie Davis (VF : Georges Berthomieu) : Jeremiah
- Charles S. Dutton (VF : Jean-Michel Farcy) : George
- Joie Lee : Jindal
- Kristen Wilson (VF : Odile Schmitt) : Shelly Maxwell
- Frank Clem (VF : Hervé Caradec) : Jefferson
- Susan Batson (VF : Odile Schmitt) : le Dr Cook
- Paula Jai Parker (en) (VF : Odile Schmitt) : Jamilia
- Gina Ravera : Gina
- Randy Quaid : un patrouilleur de la route au Tennessee (non crédité)

## Production
C'est la seconde fois, juste après Girl 6 sorti la même année, que Spike Lee ne participe pas à l'écriture du scénario de son film. Pour financer le film, Spike Lee fait appel à des célébrités afro-américaines influentes, comme notamment Will Smith, Danny Glover, Wesley Snipes, Johnnie Cochran Jr et Robert Guillaume.
C'est le premier film de Spike Lee dans lequel il n'est pas également acteur.
Le tournage a lieu en seulement trois semaines. En raison du budget assez limité, certains plans sont tournés en 16 mm. Il a lieu notamment en Virginie.

## Bande originale
La musique du film est composée par Terence Blanchard, fidèle collaborateur de Spike Lee. L'album de la bande originale, intitulé Get on the Bus: Music from and Inspired by the Motion Picture, contient des chansons non inédites du films.
Michael Jackson a enregistré le morceau On the Line, que l'on peut entendre dans le générique de fin. La chanson n'est pas présente sur la bande originale, mais sera plus tard édité en parallèle au film Ghosts.
| 1.  | Shabooyah (Roll Call)          |                                                                | les passagers du bus                   | 1:43 |
| 2.  | Destiny Is Calling             | Keith Elam                                                     | Guru featuring Permanent Revolution    | 4:14 |
| 3.  | Tonite's the Nite              | Douglas Davis, Kareem Davis, Tarsha Jones                      | Doug E. Fresh                          | 4:26 |
| 4.  | The Remedy                     | Lonnie Lynn, Kamaal Fareed, Ali Shaheed Muhammad, James Yancey | A Tribe Called Quest featuring Common  | 4:32 |
| 5.  | Girl You Need a Change of Mind | Leonard Caston, Anita Poree                                    | D'Angelo                               | 4:08 |
| 6.  | Redemption Song                | Bob Marley                                                     | Stevie Wonder                          | 3:46 |
| 7.  | New World Order                | Brian Fleming, Curtis Mayfield, Raimundo Thomas                | Curtis Mayfield                        | 6:34 |
| 8.  | Over a Million Strong          | Raymond Jones                                                  | The Neville Brothers                   | 4:40 |
| 9.  | My Life Is in Your Hands       | Kirk Franklin                                                  | God's Property featuring Kirk Franklin | 5:36 |
| 10. | I Love My Woman                | Raymond Jones                                                  | Marvin Davis                           | 4:28 |
| 11. | Cruisin'                       | Roxanne Seeman, Philip Bailey, Sonny Emory, Morris Pleasure    | Earth, Wind and Fire                   | 5:42 |
| 12. | Welcome                        | Raymond Jones                                                  | Marc Dorsey                            | 5:05 |
| 13. | Coming Home to You             | Karen Anderson, Chauncey Hannibal, Markell Riley, Teddy Riley  | Blackstreet                            | 4:48 |
| 14. | Ayinde's Speech                |                                                                | Ayinde Jean-Baptiste                   | 3:22 |

## Accueil
Le film reçoit des critiques globabelement positives. Sur l'agrégateur américain Rotten Tomatoes, il récolte 88% d'opinions favorables pour 43 critiques et une note moyenne de 7,55⁄10. Sur Metacritic, il obtient une note moyenne de 84⁄100 pour 27 critiques.
Le critique Roger Ebert lui donne la note maximale du Chicago Sun-Times (4 sur 4). Todd McCarthy de Variety écrit également une très bonne critique du film, soulignant que Spike Lee fait partie des réalisateurs de la nouvelle génération qui régénèrent le cinéma et que le cinéaste fait là son meilleur film depuis Do the Right Thing (1989).
Côté box-office, le film ne récolte que 5 754 249 $ aux États-Unis et Canada. En France, le film n'attire que 17 822 spectateurs en salles.

## Distinctions

### Récompenses
- Berlinale 1997 : mention spéciale à Spike Lee pour son casting exemplaire[12]
- Acapulco Black Film Festival 1997 : meilleur acteur pour Ossie Davis

### Nominations
- Berlinale 1997 : en compétition pour l'Ours d'or
- Prix GLAAD Media 1997 : meilleur film
- NAACP Image Awards 1997 : meilleur film, meilleur acteur pour Ossie Davis